# Teleportacja kwantowa
Teleportacja kwantowa (QT z ang. quantum teleportation) – w kwantowej teorii informacji technika pozwalająca na przeniesienie stanu kwantowego na dowolną odległość z wykorzystaniem stanu splątanego.
Informacja nie może być w ten sposób transmitowana z prędkością nadświetlną. Teleportacja kwantowa jest użyteczna w komunikacji kwantowej oraz podczas obliczeń kwantowych. Teleportacja kwantowa jest całkowicie bezpieczna, tzn. podsłuchanie teleportowanej wiadomości pogwałciłoby prawa mechaniki kwantowej.
Pierwszej kwantowej teleportacji dokonano w 1997 roku. 7 lat później teleportowano stan kwantowy jednego atomu do drugiego. W 2006 roku teleportowano kwantowy stan impulsu światła do biliona atomów cezu. 5 lat później teleportowano pierwszą falę świetlną. Rok później wyrównano ówczesny rekord w najdalszej teleportacji kwantowej, dokonując jej na odległość 143 kilometrów. Również w 2012 roku teleportowano stan kwantowy grupy atomów do drugiej. W 2013 roku kubity materii teleportowano na rekordową odległość 21 metrów.

## Cel
W artykule zgodnie ze standardowym nazewnictwem stosowanym w informatyce kwantowej przyjęto następujące oznaczenia: dwie cząstki to Alicja (A) i Bob (B), a kubit w ogólności jest superpozycją stanów kwantowych oznaczanych jako {\displaystyle |0\rangle } i {\displaystyle |1\rangle .} Równoważnie kubit może być traktowany jako wektor jednostkowy w dwuwymiarowej przestrzeni Hilberta.
Załóżmy, że Alicja ma kubit w dowolnym stanie kwantowym {\displaystyle |\psi \rangle ,} ten stan nie jest znany Alicji, która chce wysłać go do Boba. Alicja może:
1. Fizycznie przetransportować kubit do Boba.
2. Nadać informację kwantową do Boba, który będzie ją mógł odebrać przez odpowiedni odbiornik.
3. Zmierzyć nieznany kubit, do którego ma dostęp. Potem przesłać komunikat do Boba, który zgodnie z otrzymanymi wynikami przygotuje odpowiednio swój kubit i uzyska w ten sposób pożądany stan kwantowy. (Taki hipotetyczny proces nazywany jest klasyczną teleportacją).

Pierwsze rozwiązanie jest trudne do wykonania, bo stany kwantowe bardzo łatwo ulegają dekoherencji. Najmniejsze zaburzenie w otoczeniu może całkowicie zniszczyć informację kwantową podczas transportu.
Drugie i trzecie rozwiązanie stoją w sprzeczności z matematyką kwantową. Informacja kwantowa nie może być przekazywana za pośrednictwem informacji klasycznej. Jest to sprzeczne między innymi z zakazami klonowania, usuwania i  ukrywania.
Wydawać by się mogło, że Alicja stoi przed problemem pozornie nie do rozwiązania. Sposób na wybrnięcie z tego kłopotu znaleźli fizycy w roku 1993. Maksymalnie splątane części dwukubitowego stanu kwantowego są dostarczane do Alicji oraz do Boba. Protokół kwantowy zakłada, że Alicja i Bob lokalnie oddziałują ze swoim kubitem. W tym czasie Alicja wysyła dwa lokalne bity do Boba, który dzięki temu może transformować unitarnie swój kubit w kubit Alicji.

## Protokół teleportacji kwantowej
Protokół teleportacji kwantowej składa się z dwóch etapów:
1. pomiaru,
2. odtwarzania.

### Pomiar

Obwód kwantowy wykonujący procedurę teleportacji kwantowej

Załóżmy, że Alicja ma kubit, który chce teleportować do Boba. W ogólności kubit ten można zapisać jako:
{\displaystyle |\psi _{o}\rangle =\alpha |0\rangle _{o}+\beta |1\rangle _{o}}
Indeks {\displaystyle O} oznacza oryginalny kubit do teleportacji. Wektory jednostkowe {\displaystyle |0\rangle } i {\displaystyle |1\rangle } są dwoma podpoziomami stanu kwantowego, który jest ich superpozycją.
Nasz algorytm teleportacji zakłada, że Alicja i Bob mają uprzednio dostęp do maksymalnie splątanego stanu kwantowego, np. do dwóch cząstek w stanie Bella:
{\displaystyle |\Phi ^{+}\rangle ={\frac {1}{\sqrt {2}}}(|0\rangle _{A}\otimes |0\rangle _{B}+|1\rangle _{A}\otimes |1\rangle _{B}),}
lub innego stanu Bella. Alicja bierze jedną z cząstek z pary, a Bob dostaje drugą. Indeks {\displaystyle A} i {\displaystyle B} w stanie splątanym odnoszą się do cząstek Alicji i Boba.
Alicja ma dwie cząstki, czyli cząstkę {\displaystyle O,} której stan chce teleportować, oraz cząstkę {\displaystyle A,} która tworzy stan splątany w parze z cząstką {\displaystyle B,} należącą do Boba. W takim systemie stan wszystkich trzech cząstek jest dany jako:
{\displaystyle |\psi _{o}\rangle \otimes |\Phi ^{+}\rangle =(\alpha |0\rangle _{o}+\beta |1\rangle _{o})\otimes \left({\frac {1}{\sqrt {2}}}(|0\rangle _{A}\otimes |0\rangle _{B}+|1\rangle _{A}\otimes |1\rangle _{B})\right)}
Alicja wykonuje pomiar w bazie Bella na swoich dwóch kubitach. Aby wynik jej pomiaru stał się jasny, przepiszemy dwa kubity Alicji w bazie Bella korzystając na następujących ogólnych tożsamości (można je łatwo zweryfikować):
{\displaystyle |0\rangle \otimes |0\rangle ={\frac {1}{\sqrt {2}}}(|\Phi ^{+}\rangle +|\Phi ^{-}\rangle ),}
{\displaystyle |0\rangle \otimes |1\rangle ={\frac {1}{\sqrt {2}}}(|\Psi ^{+}\rangle +|\Psi ^{-}\rangle ),}
{\displaystyle |1\rangle \otimes |0\rangle ={\frac {1}{\sqrt {2}}}(|\Psi ^{+}\rangle -|\Psi ^{-}\rangle ),}
i
{\displaystyle |1\rangle \otimes |1\rangle ={\frac {1}{\sqrt {2}}}(|\Phi ^{+}\rangle -|\Phi ^{-}\rangle ).}
Korzystając z tych wyrażeń, po kilku przekształceniach uzyskujemy następującą zależność opisującą stan kwantowy trzech cząstek:
{\displaystyle |\Phi ^{+}\rangle _{A}\otimes (\alpha |0\rangle +\beta |1\rangle )_{B}+|\Phi ^{-}\rangle _{A}\otimes (\alpha |0\rangle -\beta |1\rangle )_{B}+|\Psi ^{+}\rangle _{A}\otimes (\beta |0\rangle +\alpha |1\rangle )_{B}+|\Psi ^{-}\rangle _{A}\otimes (-\beta |0\rangle +\alpha |1\rangle )_{B}.}
Należy zauważyć, że jak dotąd zmieniono tylko bazę w części systemu kwantowego należącej do Alicji. Żadnej operacji jeszcze nie przeprowadzono i cząsteczki ciągle są w tych samych stanach. Właściwa teleportacja ma miejsce kiedy Alicja mierzy dwa kubity w bazie Bella. Zgodnie z powyższym wyrażeniem stan kwantowy trzech cząstek może zostać zaobserwowany podczas pomiaru jako jeden ze stanów (wszystkie mają równą szanse na zaistnienie):
- {\displaystyle |\Phi ^{+}\rangle _{A}\otimes (\alpha |0\rangle +\beta |1\rangle )_{B}}
- {\displaystyle |\Phi ^{-}\rangle _{A}\otimes (\alpha |0\rangle -\beta |1\rangle )_{B}}
- {\displaystyle |\Psi ^{+}\rangle _{A}\otimes (\beta |0\rangle +\alpha |1\rangle )_{B}}
- {\displaystyle |\Psi ^{-}\rangle _{A}\otimes (-\beta |0\rangle +\alpha |1\rangle )_{B}}

Dwie cząstki Alicji są teraz splątane ze sobą, w jednym z czterech stanów Bella. Splątanie między stanami kwantowymi Alicji i Boba zostało zerwane. Cząstka Boba jest w jednym z układów superpozycji przedstawionych powyżej.
Etap polegający na lokalnym pomiarze wykonanym przez Alicję w bazie Bella został wykonany i jasne jest co należy zrobić dalej. Alicja musi wysłać wynik tego pomiaru klasycznym kanałem komunikacji do Boba, co wymaga co najmniej dwóch bitów. Na tej podstawie Bob zastosuje odpowiednią bramke kwantową, aby transformować swoją cząstkę {\displaystyle B} w kubit {\displaystyle |\psi _{o}\rangle }.

### Odtworzenie
Bob po odebraniu dwóch klasycznych bitów od Alicji, będzie wiedział, w którym z czterech stanów znajduje się cząsteczka. Korzystając z tych operacji unitarnych na cząsteczce, aby przekształcić jej stan do pożądanego stanu {\displaystyle \alpha |0\rangle +\beta |1\rangle {:}}
- Alicja przekazała wynik {\displaystyle |\Phi ^{+}\rangle ,} więc Bob wie, że jego kubit jest już we właściwym stanie i nie należy nic robić. Odpowiada unitarnej operacji przyrównania.

- Alicja przekazała wynik {\displaystyle |\Phi ^{-}\rangle ,} Bob prześle kubit przez unitarną bramkę opisaną macierzą Pauliego:

{\displaystyle \sigma _{3}={\begin{bmatrix}1&0\\0&-1\end{bmatrix}}}
i odzyska oryginalny stan kwantowy.
- Kiedy Alicja prześle informacje o pomiarze {\displaystyle |\Psi ^{+}\rangle ,} Bob zastosuje bramkę

{\displaystyle \sigma _{1}={\begin{bmatrix}0&1\\1&0\end{bmatrix}}}
na swoim kubicie.
- W ostatnim przypadku odpowiednia bramka jest określona przez zależność

{\displaystyle \sigma _{3}\sigma _{1}=i\sigma _{2}={\begin{bmatrix}0&1\\-1&0\end{bmatrix}}.}
W ten sposób teleportowano stan kwantowy cząstki.
Eksperymentalnie pomiary tego typu mogą zostać wykonane przez Alicję z wykorzystaniem serii impulsów laserowych skierowanych na obie cząstki.

### Alternatywny opis
W literaturze pojawiają się alternatywne opisy teleportacji kwantowej, które są całkowicie równoważne protokołowi opisanemu powyżej. Unitarne operacje, które zmieniają bazę na bazę Bella, mogą zostać praktycznie wykonane przez bramki kwantowe. Realizującą to bramkę można opisać jako:
{\displaystyle G=(H\otimes I)\;C_{N},}
gdzie {\displaystyle H} jest jednokubitową bramką Hadamarda, a {\displaystyle C_{N}} oznacza bramkę CNOT.

## Wymiana splątania
Splątanie można odnieść nie tylko do czystych stanów kwantowych, ale również do stanów mieszanych. Wymiana splątania jest prostą ilustracją tej właściwości układów kwantowych.
Jeżeli Alicja ma cząsteczkę w stanie splątanym z cząstką posiadaną przez Boba, a Bob teleportuje ją do Karoliny, wtedy cząsteczka Alicji będzie splątana z cząsteczką Karoliny.
Cały proces można opisać bardziej symetrycznie w następujący sposób: Alicja ma jedną cząsteczkę, Bob dwie, a Karolina jedną. Cząsteczka Alicji i pierwsza cząsteczka Boba są splątane, a tak samo jak druga cząsteczka Boba i cząsteczka Karoliny:
```
                        ____________
                       /            \
                   Pierwsza        Druga
 Alicja-:-:-:-:-:-cząsteczka -:- cząsteczka-:-:-:-:-:-Karolina
                    Boba            Boba
                       \____________/
```

Teraz Bob może zmierzyć stan swoich dwóch cząsteczek w bazie Bella i przesłać wynik do Karoliny klasycznym kanałem komunikacji, tak jak w protokole teleportacji. Mimo że Alicja i Karolina nigdy nie oddziaływały między sobą, ich cząsteczki są teraz splątane. W efekcie teoretycznie można zbudować kwantowy powielacz, który może zwiększyć zasięg przekazywania kubitów w kryptografii kwantowej. Należy podkreślić, że żaden z opisanych procesów nie prowadzi do kopiowania kubitów, ale zwiększa zasięg na jaki można je przesłać unikając przy tym dekoherencji.

## Uogólnienie protokołu teleportacji
Możliwe jest uogólnienie protokołu teleportacji na N stanów cząsteczek, czyli cząsteczek, których stany opisuje N-wymiarowa przestrzeń Hilberta. Kombinacja stanów kwantowych trzech cząsteczek odpowiada {\displaystyle N^{3}} wymiarowej przestrzeni stanu. Aby teleportować stan kwantowy, Alicja wykonuje częściowy pomiar stanów dwóch jej cząsteczek dowolnej bazie splątania w {\displaystyle N^{2}} wymiarowym podsystemie. Pomiar ten ma {\displaystyle N^{2}} równie prawdopodobnych wyników, które muszą zostać przesłane Bobowi klasycznym kanałem komunikcji. Bob odtwarza pożądany stan przesyłając swoje cząsteczki przez odpowiednią bramkę unitarną.